# 王力军 (1968年)
王力军（1968年7月—），男，河北省新城县人，中华人民共和国官员，中国共产党党员，现任中共天津市委常委、秘书长。

## 生平

### 早年
官方简历未介绍王力军大学本科所就读的学校。王力军1991年5月加入中国共产党。1994年，王力军在北京师范大学获得政治经济学硕士学位，学位论文题目为《重农学派经济理论的渊源和现实意义》。1994年8月，他参加了工作，在北京师范大学经济系担任教师。其后，他还在北京师范大学担任过共青团校团委副书记、校长办公室副主任、后勤管理处处长。

### 走入政坛
后来，他离开北京师范大学，担任中关村管委会服务体系建设处处长。之后调动至北京市科协，任党组成员、副主席，后出任北京市知识产权局党组成员、副局长。期间，他在2006年在北京师范大学世界经济专业获得在职经济学博士学位，导师为唐任伍，学位论文题目是《北京产业集群发展模式研究》。此后他相继担任了中共北京市委社会工委副书记、北京市社会办副主任，中共北京市西城区委常委、组织部部长。2010年7月，西城区与宣武区合并，王力军在合并后的西城区继续区委常委、组织部部长，兼任区委党校校长，成为当时新东城区、西城区13名区委领导中年龄最小的一个。2011年8月，他被任命为中共北京市西城区委常委、区纪委书记。2015年2月，他被任命为中共北京市西城区委副书记、政法委书记。2016年9月，王力军出任中共北京市委台湾工作办公室主任，不久兼任北京市人民政府台湾事务办公室主任。
2018年4月，王力军被任命为北京市丰台区代区长。2019年12月底，他被任命为中共天津市蓟州区委书记。2021年9月，任中共天津市武清区委书记。
2022年6月，当选为中共天津市委常委，同时兼任市委秘书长。